# 君崎滋
君崎 滋（きみざき しげる）は、広島県を拠点に活動している日本のフリーアナウンサー、ファイナンシャル・プランナー。ナレーターズネット広島の代表者。

## 来歴
広島県呉市出身。広島県立安古市高等学校、広島工業大学卒業。高校在学時には放送部に所属していた。
1986年に大学を卒業した後、1989年からエフエム長崎のアナウンサーを務めていた。
後に広島県へ戻り、柏村武昭が運営する芸能事務所ホワイトに所属する。以後は広島県と山口県のローカル番組に出演しながら、それらの企画や台本制作にも携わる。また、この頃に担当していた山口放送 (KRY) ラジオの番組をきっかけに、ファイナンシャル・プランニング技能士の資格を取得。さらには広島大学大学院へも進学し、経済学を専攻する（修士課程修了）。
活動開始から長らくスポーツ中継を担当していなかったが、2007年にスカパー！のサンフレッチェ広島ホームゲーム中継で初のリポートを経験する。その後、選手たちへの取材を続けるうちに実況を志すようになり、スカパー！のスタッフにその旨を伝える。そして彼らの協力の下でトレーニングを積み、2009年6月21日のヴィッセル神戸戦で実況デビューを果たす。中国・四国・九州地区においては、サンフレッチェのホームゲーム以外でも実況を務めることがある。

## 人物
既婚者で、3人の子供がいる。

## 出演

### ラジオ番組
- チャンネル・キッズ（エフエム長崎）
- NTTウィークエンドベスト10（エフエム山口）
- 宇宙船かたつむり発進!!（KRYラジオ）
- WEEKEND FLY! DAY（HFM、2003年 - 2005年）
- ブレーンコスモス ラジオショッピング（HFM）

### テレビ番組
- サタ・スポ情報局（テレビ新広島） - DJ
- Jリーグ中継（スカパー！、2007年 - ） - ピッチリポーター、実況
- サンフレッチェTV（スカパー！）
- 知りため！プラス（テレビ新広島） - コメンテーター
- 恋とか愛とか（仮） Episode33「狙われる女」（広島ホームテレビ、2018年）[7]
- 恋とか愛とか（仮） Episode46「100%○○な女」（広島ホームテレビ、2020年） - 嶋田猛 役[8]

### ビデオパッケージ
- 国立広島原爆死没者追悼平和祈念館 館内ビデオ - ナレーター

### CM
- ゆめタウン（イズミ） - ナレーター
- ソニー損保 - ナレーター